# Højmark
Højmark is een plaats in de Deense regio Midden-Jutland, gemeente Ringkøbing-Skjern, en telt 285 inwoners (2008).